# Arborimus
Arborimus (Taylor, 1915) è un genere di roditori della famiglia dei Cricetidi.

## Descrizione

### Dimensioni
Al genere Arborimus appartengono roditori di piccole dimensioni, con lunghezza della testa e del corpo tra 95 e 110 mm, la lunghezza della coda tra 60 e 87 mm e un peso fino a 56 g.

### Caratteristiche craniche e dentarie
Il cranio è delicato ed allungato. Gli incisivi sono ortodonti, ovvero con le punte rivolte verso il basso, i denti masticatori sono provvisti di radici.
Sono caratterizzati dalla seguente formula dentaria:

### Aspetto
Il corpo è compatto, tipico delle arvicole. La pelliccia è lunga e finemente strutturata. Le parti generali variano dal bruno-rossastro al marrone scuro, mentre le parti ventrali sono bianche, grigiastre o giallastre. Le orecchie sono relativamente corte ed arrotondate. I piedi sono allungati, le piante sono provviste di 6 cuscinetti carnosi. La coda è poco più corta della testa e del corpo ed è densamente ricoperta di peli. Le femmine hanno 2 o 3 paia di mammelle.

## Distribuzione
Si tratta di arvicole arboricole diffuse negli Stati Uniti d'America occidentali.

## Tassonomia
Il genere comprende 3 specie.
- Arborimus albipes
- Arborimus longicaudus
- Arborimus pomo